# Сант'Еузанио дел Сангро
Сант'Еуза̀нио дел Са̀нгро (на италиански: Sant'Eusanio del Sangro, на местен диалект Sandë Sagnë, Сандъ Саниъ) е малко градче и община в Южна Италия, провинция Киети, регион Абруцо. Разположен е на 200 m надморска височина. Населението на общината е 2502 души (към 2010 г.).